# Ángel Barajas
Ángel Gabriel Barajas Vivas (Cúcuta, 12 de abril de 2006) é um ginasta artístico colombiano.

## Início da vida
Barajas nasceu em Cúcuta, Norte de Santander, filho de Angélica María Vivas e Wilson Barajas. Ele tem dois irmãos mais velhos. Seu pai deixou a família quando Barajas tinha seis anos. Ele frequenta a Igreja de Deus Ministério de Jesus Cristo Internacional.
Quando Barajas tinha três anos, ele começou a imitar Sportacus, um personagem do programa de televisão islandês LazyTown, que fazia paradas de mão e cambalhotas chamativas no programa.

## Carreira

### Júnior
Barajas começou a treinar ginástica quando tinha cinco anos, em um clube local em Cúcuta. Seu irmão mais velho, Jeisson, trabalhava em dois empregos para pagar o treinamento de ginástica de Barajas. Desde 2018, Barajas treina com a Liga de Ginástica Norte de Santander ao lado de ginastas como Jossimar Calvo. Em 2019, Barajas ingressou no programa de Excelência Atlética do Ministério do Esporte da Colômbia, que lhe pagava um salário mensal.
Em 2021, Barajas competiu no Campeonato Pan-Americano Júnior, onde ajudou a Colômbia a garantir o segundo lugar como equipe. Individualmente, ele ganhou medalhas de bronze no geral, exercício de solo e barra horizontal, e conquistou o ouro no cavalo com alças. No final de abril, Barajas participou dos Jogos Sul-Americanos da Juventude, levando a Colômbia ao ouro por equipe. Ele ganhou ouro individualmente em seis dos sete eventos, perdendo apenas nas argolas. Em julho, no Campeonato Pan-Americano, ele ajudou a Colômbia a terminar em quarto lugar como equipe. Individualmente, ele ganhou ouro na barra fixa, prata no individual geral, solo e salto, e bronze nas barras paralelas.
No final de março, Barajas competiu no segundo Campeonato Mundial Júnior como o único delegado colombiano masculino. No primeiro dia, ele se classificou para a final geral em primeiro lugar e também chegou às finais de exercícios de solo, barras paralelas e barra horizontal. Na final geral, ele ganhou a prata, terminando atrás de Qin Guohuan da China. Nas finais de aparelhos, Barajas garantiu medalhas de ouro no exercício de solo e barras paralelas, e um bronze na barra horizontal. Com quatro medalhas, ele deixou Antalya como o atleta mais condecorado.

### Sênior
Barajas se tornou elegível para a competição sênior em 2024. Ele fez sua estreia sênior na Copa do Mundo do Cairo em meados de fevereiro, onde se classificou para as finais das barras paralelas e da barra horizontal. Ele ganhou o bronze na barra horizontal, terminando atrás de Tang Chia-hung e Joe Fraser, e ficou em oitavo lugar nas barras paralelas. Na conclusão da série da Copa do Mundo, Barajas ganhou uma vaga olímpica individual para os próximos Jogos Olímpicos em Paris.
Nos Jogos Olímpicos, Barajas competiu nas barras paralelas e na barra horizontal. Durante as qualificações, ele se classificou para a final da barra horizontal e foi o terceiro reserva para a final das barras paralelas. No último dia de competição de ginástica artística, Barajas marcou 14,533 na barra horizontal — a maior pontuação do dia. No entanto, ele perdeu o desempate da pontuação de execução para Shinnosuke Oka, ganhando a medalha de prata. Essa conquista fez de Barajas o primeiro ginasta colombiano a ganhar uma medalha olímpica.
Após ganhar a medalha de prata olímpica, Barajas recebeu uma bolsa integral para estudar na Universidade de Santander e também ganhou um apartamento em Cúcuta.